# 72 TCN
Năm 72 TCN là một năm trong lịch Julius. 